# Lasioglossum daphne
Lasioglossum daphne is een vliesvleugelig insect uit de familie Halictidae. De wetenschappelijke naam van de soort is voor het eerst geldig gepubliceerd in 1978 door Ebmer.